# Auerlingsee
Auerlingsee är en sjö i Österrike.   Den ligger i förbundslandet Steiermark, i den centrala delen av landet. Auerlingsee ligger 1 341 meter över havet.
I omgivningarna runt Auerlingsee växer i huvudsak blandskog.